# Elm Creek (Nebraska)
Elm Creek è un comune degli Stati Uniti d'America, situato nello Stato del Nebraska, nella contea di Buffalo.